# 小罗塞勒
小罗塞勒（法語：Petite-Rosselle，發音：[pətit ʁɔsɛl]；洛林法兰克语：Klän Rossle）是法国摩泽尔省的一个市镇，属于福尔巴克-布莱摩泽尔区。

## 地名
该地在德语中的名称为“Kleinrosseln”，即“小罗瑟尔恩”，而该地与德国的大罗瑟尔恩（德語：Großrosseln，即“大罗塞勒”）相邻。

## 地理
小罗塞勒（49°12'42"N, 6°51'27"E）面积5.05 平方千米，位于法国大東部大區摩泽尔省，该省份为法国东北部内陆省份，是洛林的一部分，西南接默尔特-摩泽尔省，东临下莱茵省，北与卢森堡和德国接壤。
与小罗塞勒接壤的市镇（或旧市镇、城区）包括：福尔巴克。
小罗塞勒的时区为UTC+01:00、UTC+02:00（夏令时）。

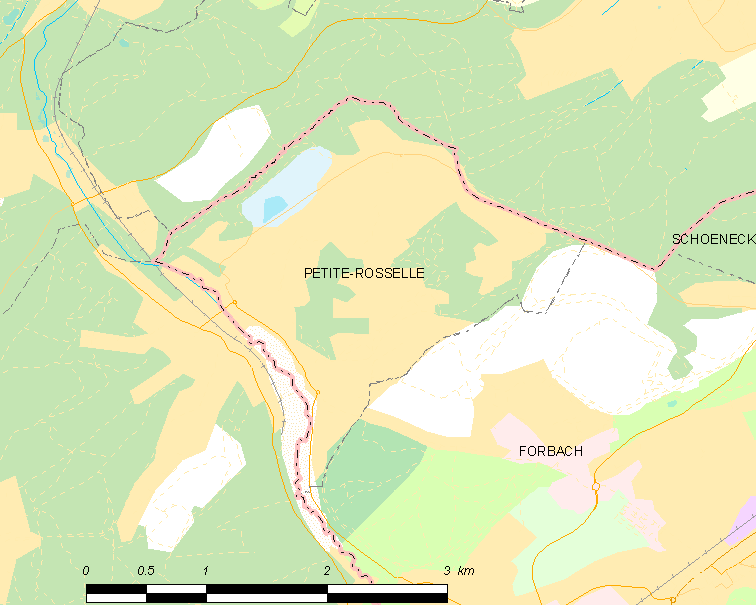
小罗塞勒的OSM定位图

## 行政
小罗塞勒的邮政编码为57540，INSEE市镇编码为57537。

## 政治
小罗塞勒所属的省级选区为福尔巴克县。

## 人口

1962-2008年间小罗塞勒人口变化图示

小罗塞勒于2022年1月1日时的人口数量为6176人。